# Nécropole memphite
La nécropole memphite est le nom donné à plusieurs nécropoles ayant été utilisées dans la région de Memphis. Si plusieurs sites sont utilisés dès la période prédynastique, la nécropole est connue pour ces monuments de l'Ancien Empire que sont les pyramides, dont une partie, la nécropole de Gizeh, est classé au patrimoine mondial de l'humanité.
La nécropole peut être divisée en trois parties :
- une partie septentrionale, liée au nome héliopolitain (rive orientale) et au nome de la Cuisse (rive occidentale)
- une partie centrale, directement liée à Memphis
- une partie méridionale, située dans le nome inférieur du Laurier rose (rive occidentale)

## Partie septentrionale
- rive occidentale :
  - Abou Rawash, principalement[1] :
    - cimetières datant de la période prédynastique à la IIe dynastie avec une nécropole M de notables datant du règne de Den[2],
    - pyramide numéro 1 de Lepsius,
    - complexe funéraire de Djédefrê,
    - nécropole F : nécropole de notables de Djédefrê et des prêtres du culte funéraire (IVe et Ve dynasties),
    - nécropole H : nécropole des artisans,
    - nécropoles du Ouadi Qaren (Moyen Empire, Basse Époque et période romaine),

  - Gizeh, principalement :
    - nécropole Gizeh-Sud (IIe dynastie puis période saïte)[3],
    - complexe funéraire de Khéops[4],
    - complexe funéraire de Khéphren[5],
    - complexe funéraire de Mykérinos[6],
    - tombe de Khentkaous Ire[7],
    - nécropoles de l'élite de la IVe dynastie et des prêtres des cultes funéraires des Ve et VIe dynasties[8],
    - nécropole des ouvriers,
- rive orientale :
  - Vieux-Caire :
    - un cimetière thinite[9].

## Partie centrale
- rive occidentale :
  - Zaouiet el-Aryan, principalement :
    - un cimetière de la fin de la période prédynastique et de la Ire dynastie[2],
    - un cimetière de la IIe dynastie,
    - la pyramide à tranches avec un cimetière associé (IIIe dynastie)[10],
    - la grande excavation (IVe dynastie)[11],
    - un cimetière de la XVIIIe dynastie,
    - un cimetière de la période romaine,

  - Abou Ghorab, principalement :
    - un cimetière de la Ire dynastie[12],
    - le temple solaire d'Ouserkaf [13],
    - le temple solaire de Niouserrê[12],

  - Abousir, principalement[14] :
    - un cimetière au sud datant des IIe et IIIe dynasties[15],[16],
    - la pyramide de Sahourê,
    - la pyramide de Néferirkarê Kakaï,
    - la pyramide de Néferefrê,
    - la pyramide inachevée (de Chepseskarê ?),
    - la pyramide de Niouserrê,
    - un cimetière associé aux pyramides datant de la Ve dynastie,
    - un cimetière au sud pour les prêtres du cultes cultes funéraires datant des Ve et VIe dynasties,
    - un cimetière au sud datant des XXVIe et XXVIIe dynasties,

  - Saqqarah, principalement :
    - la nécropole de l'élite des trois premières dynasties[17],
    - la nécropole des rois du début de la IIe dynastie,
    - les complexes pyramidaux de nombreux rois de l'Ancien Empire,
    - les nécropoles de l'élite associées à ces rois,
    - les complexes pyramidaux de la XIIIe dynastie[18],
    - la nécropole de l'élite de la fin de la XVIIIe dynastie au début de la XIXe dynastie[19],
    - la nécropole de la Basse Époque[20],
    - les nécropoles animales et les temples associés, dont le Sérapéum, l'Anoubieion et le Bubasteion[21],

  - Dahchour, principalement[22] :
    - les pyramides rhomboïdale et rouge de Snéfrou,
    - la nécropole de l'élite de Snéfrou,
    - la pyramide, dite la « pyramide blanche », d'Amenemhat II de la XIIe dynastie,
    - la pyramide de Sésostris III de la XIIe dynastie,
    - la pyramide, dite la « pyramide noire », d'Amenemhat III de la XIIe dynastie,
    - la pyramide d'Amény-Qémaou de la XIIIe dynastie,
    - la pyramide d'Hatchepsout de la XIIIe dynastie,
    - une pyramide anonyme de la fin de la XIIe dynastie ou de la XIIIe dynastie,
    - la pyramide A de Dahchour sud datant probablement de la XIIIe dynastie,
    - la pyramide B de Dahchour sud datant probablement de la XIIIe dynastie,
    - une nécropole du Moyen Empire associée aux pyramides de la période,

  - Mazghouna[23] :
    - la pyramide nord de Mazghouna de la XIIIe dynastie,
    - la pyramide sud de Mazghouna de la XIIIe dynastie,

  - Kôm el-Fakhry, à Mit-Rahineh :
    - un cimetière datant de la Première Période intermédiaire[24],
- rive orientale :
  - Maadi :
    - un cimetière prédynastique[2],[25],
    - un cimetière thinite[2],

  - Tourah :
    - un cimetière thinite[2],

  - Helwan :
    - un cimetière thinite[2],[26],

  - El-Omari :
    - un cimetière prédynastique[2].

## Partie méridionale
- Licht, bien que la nécropole qui s'est développée à cet endroit soit plus lié à la ville de Itjitaouy, alors nouvelle capitale, qu'à Memphis :
  - la pyramide d'Amenemhat Ier[27],
  - la pyramide de Sésostris Ier[28],
  - nécropole de l'élite du début de la XIIe dynastie[29],
- Tarkhan :
  - un cimetière principalement de la fin de la période prédynastique et de la Ire dynastie et de la fin de l'Ancien Empire[29],
- Gerzeh :
  - un cimetière prédynastique[29],
- El-Riqqa (en) :
  - un cimetière allant du Moyen Empire au Nouvel Empire[30],
- Meïdoum :
  - la pyramide de Snéfrou[31],
  - la nécropole associée IVe dynastie[32].